# Prawomocny
Prawomocny (ang. The Grinder) – amerykański serial telewizyjny (sitcom) stworzony przez Jarrada Paula oraz Andrew Mogela, który został wyprodukowany przez The Detective Agency oraz 20th Century Fox Television. Serial jest emitowany od 29 września 2015 roku przez  FOX. 28 października stacja poinformowała o zamówieniu pełnego sezonu.
W Polsce serial jest emitowany od 29 stycznia 2016 roku przez Fox Comedy
13 maja 2016 roku, stacja FOX anulowała serial po pierwszym sezonie.

## Fabuła
Serial opowiada o Deanie Sandersonie, Jr., który kilka lat grał telewizyjnego prawnika w serialu. Po zakończeniu emisji serialu postanawia wrócić do swojego miasteczka, aby tam otworzyć kancelarię prawniczą. Dean wierzy, że doświadczenie zdobyte w serialu wystarczy.

## Obsada

### Główna
- Rob Lowe jako Dean Sanderson, Jr.[5]
- Fred Savage jako Stewart Sanderson[6]
- Mary Elizabeth Ellis jako Debbie Sanderson[7]
- William Devane jako Dean Sanderson, Sr.[7]
- Natalie Morales jako Claire[7]
- Hana Hayes jako Lizzie Sanderson
- Connor Kalopsis jako Ethan Sanderson

### Gościnne występy
- Timothy Olyphant[8]
- Carl Edward[9]
- Jimmy Kimmel jako on sam[10]

## Odcinki
| Seria | Seria | Odcinki | Oryginalna emisja | Oryginalna emisja | Oryginalna emisja | Oryginalna emisja | Oryginalna emisja |
| Seria | Seria | Odcinki | Premiera serii    | Finał serii       | Premiera serii    | Finał serii       |                   |
| ----- | ----- | ------- | ----------------- | ----------------- | ----------------- | ----------------- | ----------------- |
|       | 1     | 22      | 29 września 2015  | 10 maja 2016      | 29 stycznia 2016  | 27 maja 2016      |                   |

### Sezon 1 (2015-2016)
| Nr | #  | Tytuł                                                                         | Reżyseria         | Scenariusz                     | Premiera FOX         | Premiera Fox Comedy |
| -- | -- | ----------------------------------------------------------------------------- | ----------------- | ------------------------------ | -------------------- | ------------------- |
| 1  | 1  | ' Prawdziwe życie' Pilot                                                      | Jake Kasdan       | Jarrad Paul, Andrew Mogel      | 29 września 2015     | 29 stycznia 2016    |
| 2  | 2  | 'Upadek bohatera' Big Dog                                                     | Jake Kasdan       | Jarrad Paul, Andrew Mogel      | 6 października 2015  | 29 stycznia 2016    |
| 3  | 3  | ' Osobliwe zniknięcie pana Donovana' The Curious Disappearance of Mr. Donovan | Jay Chandrasekhar | Dominic Dierkes                | 13 października 2015 | 5 lutego 2016       |
| 4  | 4  | 'Małego Mitcharda już nie ma' Little Michard No More                          | John Hamburg      | Hayes Davenport                | 20 października 2015 | 5 lutego 2016       |
| 5  | 5  | ' Słodko-gorzki' A Bittersweet Grind (Une Mouture Amer)                       | Matt Sohn         | Sean Clements                  | 3 listopada 2015     | 12 lutego 2016      |
| 6  | 6  | 'Dedykowane ekipie' Buckingham Malice                                         | Phil Traill       | Guy Endore-Kaiser              | 10 listopada 2015    | 12 lutego 2016      |
| 7  | 7  | 'Złe zamiary' No One Cheers for the Shadow Boys                               | Christine Gernon  | Julius Sharpe                  | 17 listopada 2015    | 19 lutego 2016      |
| 8  | 8  | ' Podziękowania i sprawiedliwość' Giving Thanks, Getting Justice              | Jamie Babbit      | Niki Schwartz-Wright           | 24 listopada 2015    | 19 lutego 2016      |
| 9  | 9  | ' Grinder spoczywa w pokoju' Grinder Rests in Peace                           | Max Winkler       | Sally Bradford McKenna         | 1 grudnia 2015       | 26 lutego 2016      |
| 10 | 10 | 'Olyphant w pokoju ' The Olyphant in the Room                                 | Gail Mancuso      | Sean Clements, Dominic Dierkes | 5 stycznia 2016      | 26 lutego 2016      |
| 11 | 11 | 'Eksodus' Exodus: Part 1                                                      | Jeremy Garelick   | Justin Nowell                  | 19 stycznia 2016     | 4 marca 2016        |
| 12 | 12 | 'Krew jest gęstsza niż sprawiedliwość' Blood is Thicker than Justice          | Tristram Shapeero | Bridget Kyle, Vicky Luu        | 26 stycznia 2016     | 4 marca 2016        |
| 13 | 13 | 'Grinder kontra Grinder ' Grinder V. Grinder                                  | Eric Appel        | Ben Wexler                     | 2 lutego 2016        | 11 marca 2016       |
| 14 | 14 | 'Przemiana Deana Sandersona' The Retooling of Dean Sanderson                  | Dean Holland      | Dan Sterling                   | 9 lutego 2016        | 11 marca 2016       |
| 15 | 15 | 'Szllifowanie więzi' The Ties That Grind                                      | Nicholas Stoller  | Bridget Kyle, Vicky Luu        | 16 lutego 2016       | 6 maja 2016         |
| 16 | 16 | ' Urojenia Grindera' Delusions of Grinder                                     | Chad Lowe         | Niki Schwartz-Wright           | 23 lutego 2016       | 6 maja 2016         |
| 17 | 17 | 'Z popiołów' From The Ashes                                                   | Andy Ackerman     | Guy Endore-Kaiser              | 1 marca 2016         | 13 maja 2016        |
| 18 | 18 | 'Geneza' Genesis                                                              | Christine Gernon  | Justin Nowell                  | 15 marca 2016        | 13 maja 2016        |
| 19 | 19 | 'Próba systemu' A System on Trial                                             | Jay Chandrasekhar | Jamie Block, Michael Levin     | 12 kwietnia 2016     | 20 maja 2016        |
| 20 | 20 | ' Dla ludzi' For the People                                                   | Jamie Babbit      | Sean Clements                  | 19 kwietnia 2016     | 20 maja 2016        |
| 21 | 21 | 'Rozbieżność' Divergence                                                      | Andy Ackerman     | Sally Bradford McKenna         | 3 maja 2016          | 27 maja 2016        |
| 22 | 22 | ' Koło się zamyka' Full Circle                                                | Jay Chandrasekhar | Dominic Dierkes                | 10 maja 2016         | 27 maja 2016        |

## Produkcja
8 października 2014 roku, stacja FOX zamówiła odcinek pilotowy

8 maja 2015 roku stacja FOX zamówiła serial 
The Grinder na sezon telewizyjny 2015/2016